# Eir

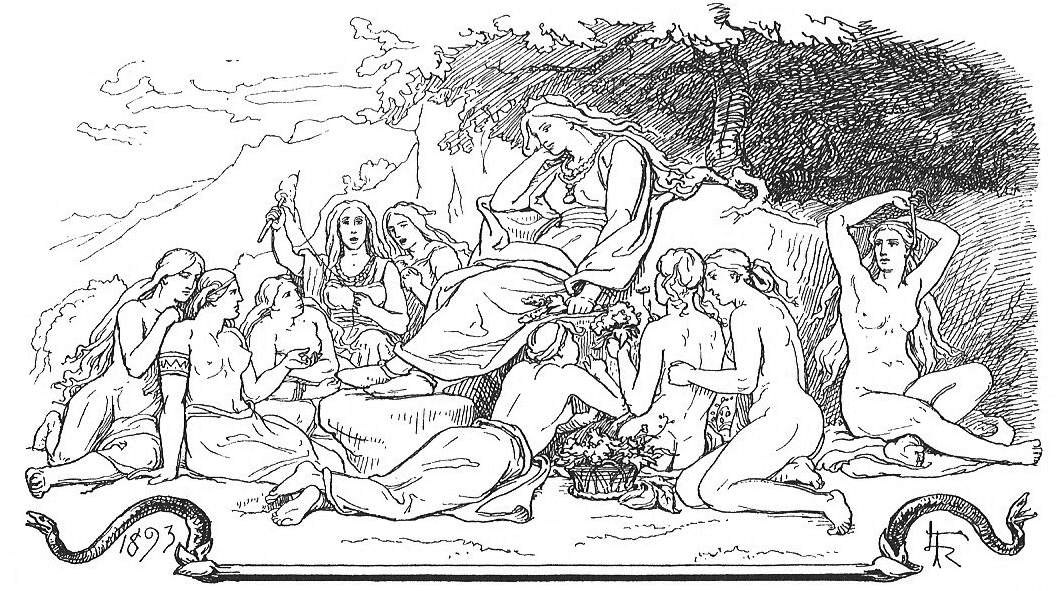
Menglöð se sienta con las nueve doncellas, incluyendo Eir, en Lyfjaberg (1893) por Lorenz Frølich.

Eir (paz, clemencia, ayuda o piedad) o Eira en español, en la mitología nórdica, es una Ásynjur aunque también valquiria. Es la diosa de la sanación, la salud y la euforia.
Eira conocía las propiedades medicinales de las hierbas y era capaz de la resurrección. Era buena amiga de Frigg. Era una de las diosas custodiada en la montaña Lyfjaberg. Se la puede relacionar con los Vanir por el hecho de conocer las propiedades curativas de plantas y hierbas.[cita requerida]
Eira aparece en la Edda poética, compilada en el siglo XIII de fuentes tradicionales; la Edda prosaica, escrita en el siglo XIII por Snorri Sturluson; y en la poesía escáldica, incluida la inscripción inscripción rúnica de Bergen, Noruega fechada en la década de 1300 y en algunos kenningar. En su Norse Mythology: A Guide to the Gods, Heroes, Rituals, and Beliefs, John Lindow señala que Snorri coloca a Eir en el tercer lugar de Gylfaginning, su catálogo de las diosas entre los Ásynjur. Asimismo, figura en Fjölsvinnsmál (38) como una de las doncellas que atienden a Menglöd. Por otra parte, en los thulur, está incluida como valquiria, pero no como diosa.
Los historiadores han teorizado sobre si las tres fuentes se refieren a la misma figura, y debaten si Eira fue en un principio una diosa de la salud o bien una valquiria. Por otro lado, también se teoriza que Eira es otra forma de la diosa Frigg y se la compara con la deidad griega Higía.

## Edda poética
En el poema Fjölsvinnsmál, Fjölsviðr presenta un listado de doncellas que atienden a Menglöð —entre ellas Eir—, y cita que todas están sentadas en la colina Lyfjaberg (en nórdico antiguo, «colina de la sanación» o «montaña sanadora». La conversación entre el héroe Svipdagr y Fjölsviðr mencionando a Eira dice así:

| Traducción de Henry Adams Bellows: Svipdag habló: "Ahora responde, Fjolsvith, la pregunta que te hago, La verdad que debería saber ahora: ¿Que doncellas son las que sobre las rodillas de Mengloth Están sentadas complacientes y juntas?" Fjolsvith habló: «Hlif se llama una, Hlifthrasa otra, Thjothvara se llama la tercera; Bjort and Bleik, Blith and Frith, Eir y Aurbotha.» | Traducción de Benjamin Thorpe: Vindkald. Dime, Fiolsvith! etc., ¿como se llaman estas doncellas, que se sientan sobre las rodillas de Menglod juntas en armonía? Fiolsvith. Hlif se llama la primera, la segunda Hlifthursa, la tercera Thiodvarta, Biort and Blid, Blidr, Frid, Eir, y Orboda. |  |

Tras la conversación, Svipdagr pregunta si estas doncellas responderían con ayuda si se celebrasen blóts a su favor. Fjölsviðr responde que Svipdagr está en lo cierto:

| Fjolsvith habló: «Pronta ayuda ofrecen a quienes ofrecen En lo alto del altar sagrado; Y si ven peligro para los hijos de los hombres, Cada día les guardan de la enfermedad.» | Fiolsvith. Cada verano que los hombres les ofrecen, en el lugar sagrado, ninguna gran pestilencia llegará a los hijos de los hombres, pues estarán libres de peligro. |  |

## Edda prosaica
En Gylfaginning (35), la figura de Hár hace una breve descripción de 16 ásynjur. Hár cita a Eira como la tercera, y menciona que «es muy buena médico». En Skáldskaparmál (75) Eira aparece en un listado de valquirias, pero no aparece como una de las ásynjur en el mismo capítulo.

## Poesía escáldica e inscripciones rúnicas
En la poesía escáldica, el nombre Eira es frecuentemente usado como kenning para las mujeres. Un ejemplo es Eir aura («Eira de las riquezas»), que aparece en la Saga de Gísla Súrssonar. El mismo nombre se usa del mismo modo en la obra de los poetas del siglo X Kormákr Ögmundarson y Hallfreðr vandræðaskáld.
Eira también aparece en las inscripciones rúnicas de Bryggen, escritas sobre una vara en Bergen, Noruega hacia la década de 1300. La vara recoge una transacción mercantil seguido de un verso de un escriba descontento:

Sabia Var del hilo [«mujer de filigranas», que significa «sabía mujer enjoyada»] (me) hace permanecer sentado infeliz.
Eir [mujer] del suelo de caballas [como el oro] toma mucho sueño y a menudo de mí.

Mindy Macleod y Bernard Mees inciden que la inscripción esencialmente significa «las mujeres me hacen miserable» o potencialmente «el matrimonio me hace miserable», mientras que la segunda línea significa que «las mujeres me quitan el sueño».
El nombre suele usarse frecuentemente como kenning para las mujeres en los rímur poéticos.

## Teorías
En referencia a las tres distintas, aparentemente conflictivas, menciones sobre Eira, Andy Orchard afirma que la etimología del nombre Eir puede encajar mejor en el rol de Eir como diosa y sirvienta de Menglöð, pero también hay que tener en cuenta que las valquirias también disponían de la habilidad de despertar a los muertos. John Lindow sin embargo es escéptico en la creencia que Eira fuse una diosa, afirmando que «aunque confíasemos en Snorri e imaginemos una diosa Eira, es problemático». Rudolf Simek cita que Eira pudo ser originalmente una valquiria, más que diosa, y lista la sirviente de Menglöð por el mismo nombre como tal.
Hilda Ellis Davidson por su lado, comenta que poco o nada se sabe de Eira al margen de su asociación con la sanidad, y resalta que está «señalada como una de las Nornas que cuidan de las vidas de los niños». Davidson añade que «no se han llegado a conclusiones satisfactorias» sobre su nombre, y considera que todas las menciones sobre Eira hablan de la misma figura. Davidson también dice que la aparición de Eira entre las doncellas Menglöð, que los nombres de esas dondellas «indican que son espíritus guardianes y [son] 'refugio y guarda' de quienes les hacen ofrendas. Podrían ser similar a los espíritus protectores de la casa, cuidando tanto a hombres como a mujeres». También incide que existe un vínculo entre estos espíritus y Lyfjaberg:

Lyfjaberg es donde se asienta la diosa rodeada de sus espíritus útiles. Aunque la sanación hecha por una diosa - o bien un dios - ha dejado una ínfima huella sobre los mitos nórdicos que han llegado hasta nosotros, es indudable que el poder curativo de las diosas fue de enorme importancia en la vida cotidiana en la época pre-cristiana, como fue el de los santos de muchas mujeres en época cristiana. La diosa que presidió los partos tuvo poder sobre la vida y la muerte y fue venerada como una donante de vida, tanto en el hogar familiar como en las cortes reales, aunque ella también podría sentenciar una pena de muerte.

Henry Adams Bellows propone un vínculo entre Eira y el lugar llamado Lyfjaberg, que se traduce como «colina de sanidad». Bellows incide que los manuscritos varían sobre la forma de deletrear el nombre de aquel lugar y que tanto él como otros se basan en la versión de Sophus Bugge (siglo XIX). Bellows afirma que la estrofa mencionando Lyfjaberg «implica que Mengloth es una diosa de sanidad, y por lo tanto quizás una hipóstasis de Frigg, como se insinúa por su nombre [...]. En la estrofa 54, Eira aparece como una de las doncellas de Mengloth, y Eira, según la versión de Snorri (Gylfaginning 35) la versión nórdica de la griega Higía».